# Peter F. Flaherty
Peter „Pete“ Francis Flaherty (* 25. Juni 1924 in Pittsburgh, Pennsylvania; † 18. April 2005 in Mount Lebanon, Pennsylvania) war ein US-amerikanischer Politiker der Demokratischen Partei und Jurist, der nicht nur Bürgermeister von Pittsburgh, sondern kurze Zeit auch stellvertretender US Attorney General war. Flaherty bewarb sich darüber hinaus zweimal erfolglos für einen Sitz im US-Senat sowie ein weiteres Mal für das Amt des Gouverneurs von Pennsylvania.

## Leben
Flaherty, der während des Zweiten Weltkrieges seinen Militärdienst in der US Army ableistete, besuchte zunächst die Carlow University, ehe er Rechtswissenschaften an der Law School der University of Notre Dame studierte und dieses Studium 1951 abschloss. Nach seiner anschließenden anwaltlichen Zulassung im Bundesstaat Pennsylvania war er als Rechtsanwalt tätig sowie zwischenzeitlich von 1957 bis 1964 als stellvertretender Bezirks-Staatsanwalt von Allegheny County.
Seine politische Laufbahn in der Demokratischen Partei begann er 1966, als er zum Mitglied des Stadtrates von Pittsburgh gewählt wurde und diesem bis 1970 angehörte. 1970 erfolgte seine Wahl zum Bürgermeister von Pittsburgh. Während seiner bis 1977 dauernden Amtszeit absolvierte er auch ein postgraduales Studium im Fach öffentliche Verwaltung an der University of Pittsburgh und beendete dieses 1971 mit einem Master of Public Administration (M.P.A.).
1974 kandidierte er für die Demokraten erstmals für einen Senatssitz für Pennsylvania, unterlag aber dem republikanischen Amtsinhaber Richard Schweiker mit 45,9 Prozent der Wählerstimmen zu 53 Prozent.
Nach der Wahl von Jimmy Carter zum US-Präsidenten tritt er 1977 als US Deputy Attorney General in den Regierungsdienst und war in dieser Funktion bis 1978 somit stellvertretender Justizminister. 1978 trat er von diesem Amt zurück, um für die Demokraten als Nachfolger von Milton Shapp für das Amt des Gouverneurs von Pennsylvania zu kandidieren. Bei der Wahl unterlag er jedoch dem republikanischen Kandidaten Dick Thornburgh.
1980 kandidierte er abermals für den zweiten Senatssitz Pennsylvanias (Class 3), verlor aber erneut gegen seinen republikanischen Gegner und zwar diesmal gegen früheren Bezirksstaatsanwalt Arlen Specter, der 50,48 Prozent bekam, während auf Flaherty 48,04 Prozent der Wählerstimmen entfielen.
Nachdem er einige Zeit wieder als Rechtsanwalt gearbeitet hatte, war er zuletzt zwischen 1984 und 1996 Commissioner von Allegheny County und damit Leiter der Verwaltung.